# Storsjön (Östra Eds socken, Småland)
Storsjön är en sjö i Valdemarsviks kommun i Småland och ingår i Söderköpingsån-Vindåns kustområde. Sjön har en area på 0,306 kvadratkilometer och ligger 16 meter över havet.

## Delavrinningsområde
Storsjön ingår i det delavrinningsområde (643989-155332) som SMHI kallar för Mynnar i havet. Medelhöjden är 17 meter över havet och ytan är 10,31 kvadratkilometer. Det finns inga avrinningsområden uppströms utan avrinningsområdet är högsta punkten. Avrinningsområdets utflöde mynnar i havet. Avrinningsområdet består mestadels av skog (78 %) och jordbruk (12 %). Avrinningsområdet har 0,53 kvadratkilometer vattenytor vilket ger det en sjöprocent på 3,2 %.